# Mesoleptidea unalaskae
Mesoleptidea unalaskae är en stekelart som först beskrevs av William Harris Ashmead 1902.  Mesoleptidea unalaskae ingår i släktet Mesoleptidea och familjen brokparasitsteklar. Inga underarter finns listade i Catalogue of Life.